# Nybøllegård (Møn)
 For alternative betydninger, se Nybøllegård. (Se også artikler, som begynder med Nybøllegård)
Nybøllegård er et fredet hus fra 1800-tallet, der ligger sydvest for Stege på Møn det det sydøstlige Danmark. Det blev tegnet af Gottlieb Bindesbøll til Hother Hage i 1856. Det blev fredet i 1972.

## Historie
Christopher Friedenreich Hage var en af de rigeste købmænd på Møn. Hans søn Hother Hage jagtede en karriere som advokat og politiker i København.
I 1853 købte Hother Hage Marienborg ved Stege. Den 20 juni 1856 blev han gift med Emmy Tutein, der var datter af Peter Adolph Tutein på Marienborg. På nogenlunde samme tidspunkt havde Hage ansat arkitekten Gottlieb Bindesbøll til at tegne et nyt hus. Bindesbøll havde færdiggjort Steges nye rådhus få år inden. En anden kilde til Bindesbølls inspiration kan have været Hans Puggaards Krathuset i Ordrup. Puggaard var gift med Hages søster Bolette (1798–1847). Krathuset blev bestilt af Puggaard fra Bindesbøll som en gave til deres børn, hvoraf den ene blev gift med politikeren Orla Lehmann. Hage, Puggaard og Lehmann tilhørte de samme nationalliberale cirkler.
I 1859 blev Hage udnævnt til byfoged i Stege samt herredsfoged i Møn Herred. I 1868 fik han tilladelse til at omdøbe ejendommen til Nøbøllegård (senere ændret til Nybøllegård). Navnet er afledt af navnet på en nærliggende bosættelse kaldet Nybølle.
Hages havde et skrøbeligt helbred og blev svækket af sine mange udendørs forpligtelser i forbindelse med stormfloden 1872. Han døde på Nybøllegård d. 9. februar 1873. Hans enke giftede sig efterfølgende med Ditlev Gothard Monrad.
Anders Peter Andersen, en løjtnant og arkitekt boede på Nybøllegård i 1880 sammen med sin hustru og deres to børn.
Bygningen blev bygget omkring år 1900 og igen i 1960. Siden 1900 er der foregået omfattende restaureringsarbejde i huset.
Nybøllegård ejes i dag af det tidligere folketingsmedlem Thomas Christfort, der sidder i byrådet i Vordingborg Kommune for De Konservative.